# Codenames
Pour les articles homonymes, voir Code name.
Codenames est un jeu de mots et d'association d'idées créé par Vladimír Chvátil et publié en 2015 par Czech Games Edition. Il est édité en France par Iello en 2016.

## Règles du jeu

### Résumé
Les joueurs sont séparés en deux équipes. Devant eux sont disposées 25 cartes comportant un mot chacune. Une personne de chaque équipe est l'« espion » et doit faire deviner à ses partenaires une partie de ces mots, mais sans jamais qu'ils ne tombent sur le mot « assassin » (terme signifiant un mot au hasard qui ferait perdre)

### Déroulé
Les deux « espions » de chaque équipe se placent côte à côte de façon à voir la carte qui indique quels mots ils doivent faire deviner. En face se trouvent leurs coéquipiers, et entre les deux 25 cartes réparties en 5 rangées de 5.
L'équipe qui commence a le désavantage de devoir faire deviner un mot de plus que l'autre équipe (9 au lieu de 8).
À chaque tour, l'« espion » de l'équipe donne un indice (constitué d'un mot), ainsi que le nombre de mots qu'il pense faire deviner avec cet indice. Par exemple, il peut dire « banane 3 » pour faire deviner les mots « fruit », « singe » et « jaune ». Ses coéquipiers désignent alors des mots un par un, qu'ils pensent correspondre à l'indice. Quatre cas de figure :
- si le mot désigné est bien un mot à deviner, le mot est recouvert des couleurs de l'équipe ;
- si le mot désigné appartient à l'autre équipe, il est recouvert des couleurs de l'équipe adverse ;
- si le mot désigné n'appartient à aucune équipe, on passe au tour de l'équipe suivante ;
- si le mot désigné est le mot « assassin », l'équipe en question perd immédiatement la partie.

Il est interdit de :
- utiliser un mot de même famille qu'un mot présent sur la table de jeu ;
- parler ou faire des signes à son coéquipier pour l'aider à deviner les mots ;
- utiliser les mots sur les tables comme leurs homophones.

### Fin de jeu
La partie se termine si une équipe désigne le mot « assassin » ou quand une équipe a fini de deviner tous ses mots.

## Rééditions
Après le succès de la première édition de Codenames, d'autres versions du jeu ont été éditées.

### Codenames images
Sorti en France le 24 février 2016, les seules différences avec le jeu original sont que les cartes à faire deviner contiennent des images plutôt que des mots, et que 20 cartes sont placées sur la table au lieu de 25.

### Codenames Duo
Sorti en France le 2 novembre 2017, la version Duo permet de jouer à deux en mode coopératif. Les deux joueurs ont chacun 9 mots à faire deviner à leur partenaire, dont 3 qui sont en commun. Par contre, chacun a 3 mots « assassins ».

### Codenames XXL
Sorti en France le 22 octobre 2018, il se distingue du jeu original par le fait que toutes les cartes sont plus grandes. Cela permet par exemple de mieux voir les cartes s'il y a beaucoup de personnes autour de la table ou si certaines personnes ont une mauvaise vue.

### Codenames thématiques
En version anglaise sont sorties des versions thématiques Disney, Harry Potter et Marvel, dont les cartes à faire deviner sont des images issues de ces univers.

## Récompenses
- Jeu de l'année aux Spiel des Jahres 2016[8]
- Meilleur jeu international aux Boardgames Australia 2016[9]
- Gouden Ludo Meilleur jeu familial 2016[10]
- 2e prix au Deutscher Spiele Preis 2016
- Meilleur jeu et meilleur jeu de réflexion aux Mensa Be Games 2016[11]